# María Pilar León
María Pilar León Cebrián, detta Mapi (Saragozza, 13 giugno 1995), è una calciatrice spagnola, difensore del Barcellona e della nazionale spagnola.

## Carriera

### Nazionale
León viene convocata dalla Federazione calcistica della Spagna (Real Federación Española de Fútbol - RFEF) dal 2011 per vestire la maglia della formazione under 17, chiamata dl tecnico Jorge Vilda in occasione delle qualificazioni all'Europeo di categoria 2012, torneo nel quale debutta il 2 ottobre 2011 nell'incontro vinto per 7-0 sulle pari età dell'Azerbaigian e dove sigla anche la sua prima rete, quella che al 45' porta le spagnole sul parziale di 3-0. Quella fu l'unico incontro giocato con l'under 17.
Per indossare nuovamente la maglia della nazionale, questa volta quella maggiore, deve attendere il 2016, convocata da Vilda, che aveva intanto sostituito Ignacio Quereda come ct dall'estate 2015, che la inserisce in rosa nella formazione che disputa le qualificazioni all'Europeo dei Paesi Bassi 2017 dove fa il suo debutto il 15 settembre nell'incontro in cui la Spagna si impone per 13-0 sulle avversarie del Montenegro.
Da allora Vilda la convoca con regolarità, inserendola prima nella rosa della squadra che partecipa all'edizione 2017 dell'Algarve Cup, impiegata in tre dei quattro incontri giocati dalla sua nazionale e dove condivide con le compagne la conquista del trofeo, il primo per la nazionale spagnola, battendo in finale il Canada per 1-0, e successivamente in quella delle 23 giocatrici convocate alla fase finale dell'Europeo 2017.
Nel maggio 2019 è stata inserita nella rosa della nazionale spagnola in vista del campionato mondiale 2019.

## Vita privata
Dal 2022 ha una relazione con la compagna di squadra Ingrid Engen.

### Presenze e reti nei club
Statistiche aggiornate al 24 maggio 2025.
| Stagione               | Squadra                | Campionato             | Campionato | Campionato | Coppe nazionali | Coppe nazionali | Coppe nazionali | Coppe continentali | Coppe continentali | Coppe continentali | Altre coppe | Altre coppe | Altre coppe | Totale | Totale |
| Stagione               | Squadra                | Comp                   | Pres       | Reti       | Comp            | Pres            | Reti            | Comp               | Pres               | Reti               | Comp        | Pres        | Reti        | Pres   | Reti   |
| ---------------------- | ---------------------- | ---------------------- | ---------- | ---------- | --------------- | --------------- | --------------- | ------------------ | ------------------ | ------------------ | ----------- | ----------- | ----------- | ------ | ------ |
| 2013-2014              | Espanyol               | PD                     | 30         | 4          | CR              | -               | -               |                    | -                  | -                  |             | -           | -           | 30     | 4      |
| 2014-2015              | Atlético Madrid        | PD                     | 29         | 0          | CR              | 2               | 0               |                    | -                  | -                  |             | -           | -           | 31     | 0      |
| 2015-2016              | Atlético Madrid        | PD                     | 28         | 1          | CR              | 3               | 0               | UWCL               | 4                  | 0                  |             | -           | -           | 35     | 1      |
| 2016-2017              | Atlético Madrid        | PD                     | 27         | 3          | CR              | 3               | 0               |                    | -                  | -                  |             | -           | -           | 30     | 3      |
| Totale Atlético Madrid | Totale Atlético Madrid | Totale Atlético Madrid | 84         | 4          |                 | 8               | 0               |                    | 4                  | 0                  |             | -           | -           | 96     | 4      |
| 2017-2018              | Barcellona             | PD                     | 29         | 2          | CR              | 3               | 0               | UWCL               | 5                  | 0                  | CC          | 0           | 0           | 37     | 2      |
| 2018-2019              | Barcellona             | PD                     | 30         | 1          | CR              | 3               | 0               | UWCL               | 9                  | 1                  | CC          | 2           | 0           | 44     | 2      |
| 2019-2020              | Barcellona             | PD                     | 19         | 0          | CR              | 6               | 0               | UWCL               | 5                  | 0                  | CC+SE       | 2+2         | 0           | 32     | 0      |
| 2020-2021              | Barcellona             | PD                     | 27         | 3          | CR              | 4               | 0               | UWCL               | 9                  | 0                  | SE          | 1           | 0           | 40     | 3      |
| 2021-2022              | Barcellona             | PD                     | 22         | 2          | CR              | 4               | 1               | UWCL               | 9                  | 1                  | SE          | 1           | 0           | 36     | 4      |
| 2022-2023              | Barcellona             | PD                     | 25         | 3          | CR              | 0               | 0               | UWCL               | 11                 | 2                  | SE          | 2           | 0           | 38     | 5      |
| 2023-2024              | Barcellona             | PD                     | 10         | 1          | CR              | 0               | 0               | UWCL               | 2                  | 0                  | SE          | 0           | 0           | 12     | 1      |
| 2024-2025              | Barcellona             | PD                     | 26         | 1          | CR              | 3               | 0               | UWCL               | 10                 | 2                  | CC+SS       | 0+2         | 0           | 41     | 3      |
| Totale Barcellona      | Totale Barcellona      | Totale Barcellona      | 188        | 13         |                 | 23              | 1               |                    | 60                 | 6                  |             | 12          | 0           | 283    | 20     |
| Totale Carriera        | Totale Carriera        | Totale Carriera        | 302        | 21         |                 | 31              | 1               |                    | 64                 | 6                  |             | 12          | 0           | 409    | 28     |

## Palmarès

### Club

#### Competizioni nazionali
- Campionato spagnolo: 7

Atlético Madrid: 2016-2017
Barcellona: 2019-2020, 2020-2021, 2021-2022, 2022-2023, 2023-2024, 2024-2025
- Coppa della Regina: 6

Atlético Madrid: 2016
Barcellona: 2018, 2019-2020, 2020-2021, 2021-2022 2023-2024
- Supercoppa spagnola: 4

Barcellona: 2020, 2022, 2023, 2025

#### Competizioni internazionali
- UEFA Women's Champions League: 3

Barcellona: 2020-2021, 2022-2023, 2023-2024

### Nazionale
- Algarve Cup: 1

2017